# 坎德拉里亚圣殿
坎德拉里亚圣母皇家朝圣地圣殿（西班牙語：Basílica y Real Santuario Mariano de Nuestra Señora de la Candelaria），简称坎德拉里亚圣殿（西班牙語：Basílica de la Candelaria）是一个罗马天主教宗座圣殿，加那利群岛的第一个圣母朝圣地，位于西班牙加那利群岛特内里费岛的坎德拉里亚，在该岛首府圣克鲁斯-德特内里费以南20公里。
这座圣殿供奉加那利群岛的主保坎德拉里亚圣母，被加那利群岛政府宣布为文化财产。
该堂于每年8月14日或15日庆祝坎德拉里亚圣母瞻礼。

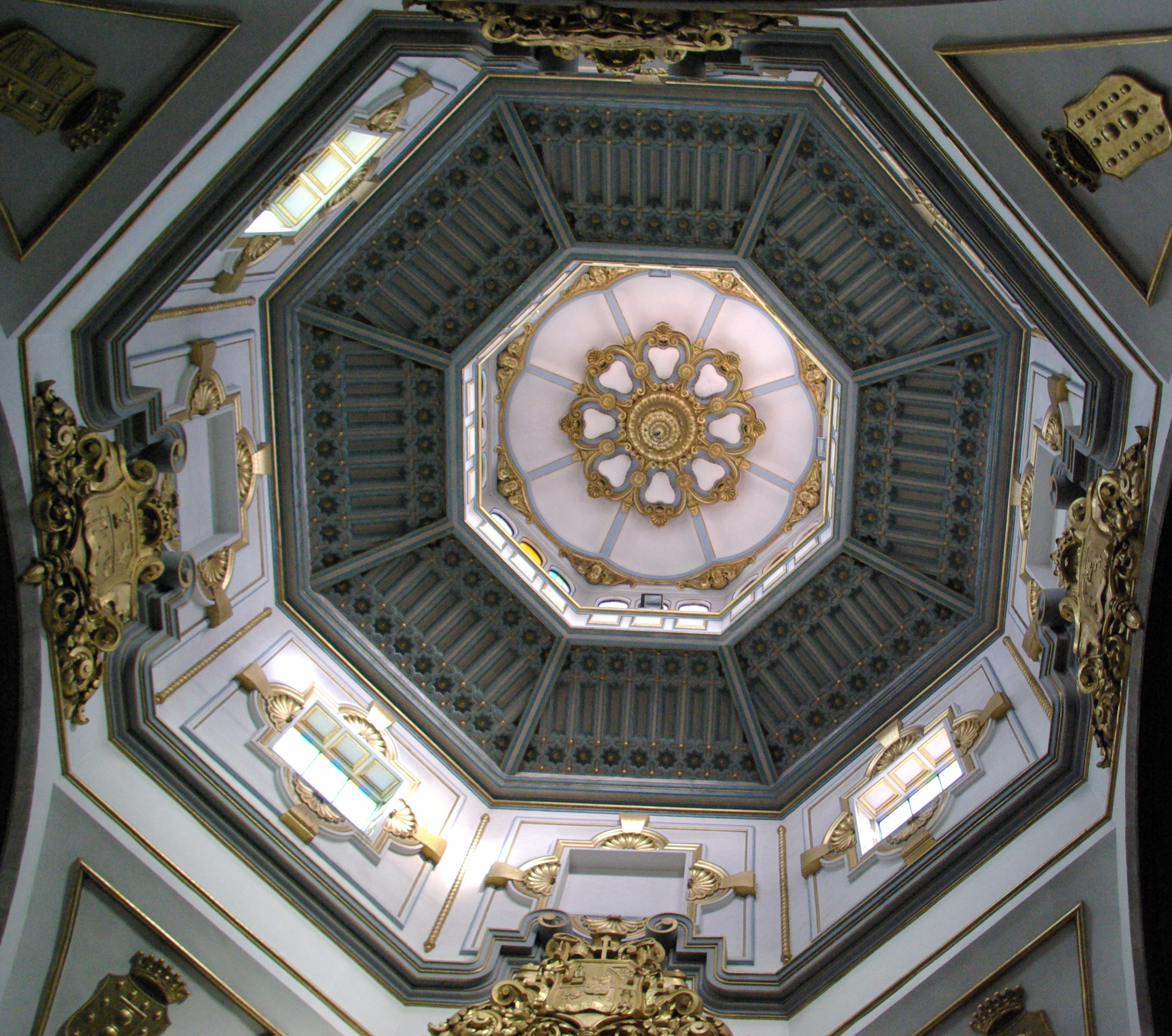
穹顶内部
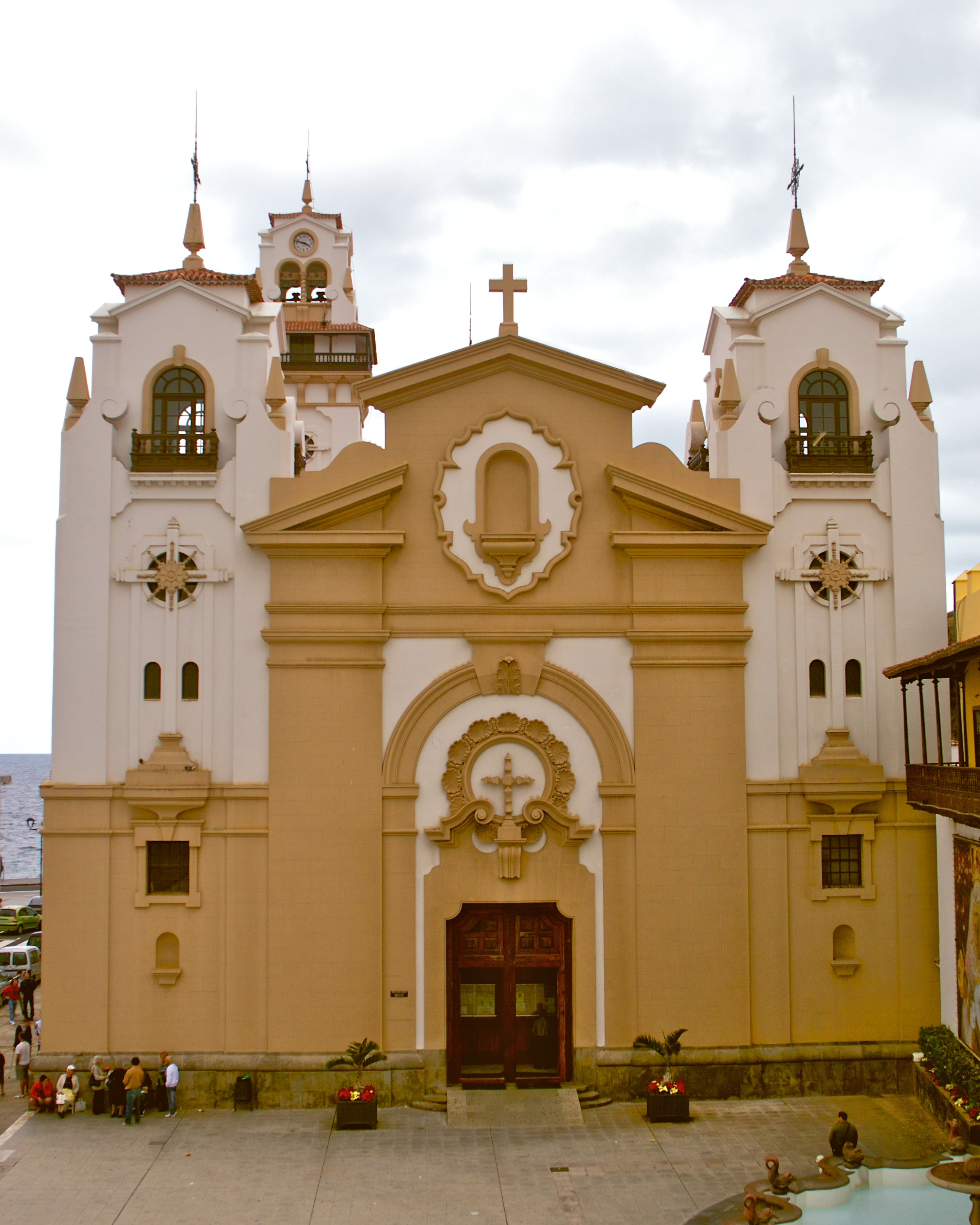
立面
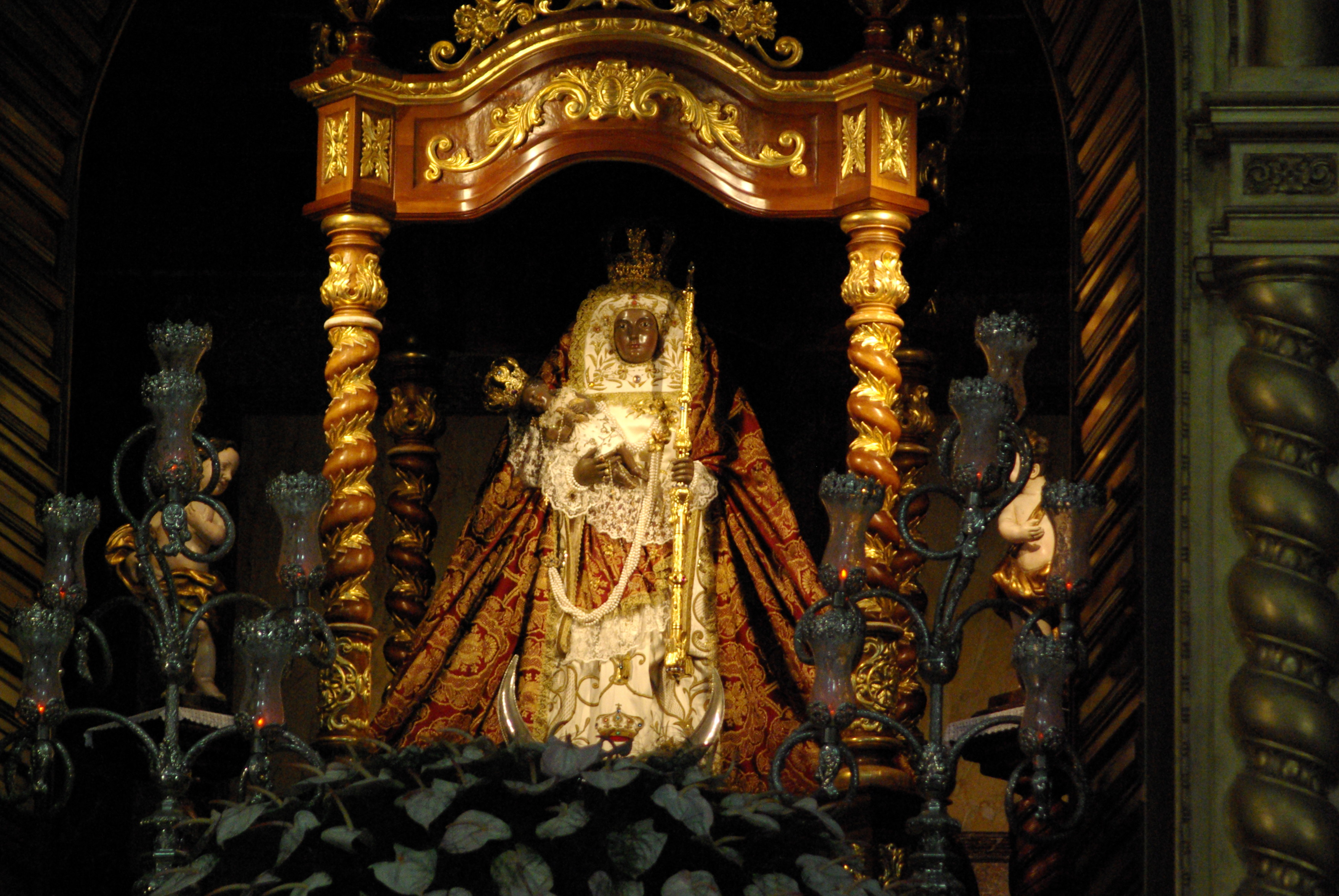
坎德拉里亚圣母